# Province de Leoncio Prado
La province de Leoncio Prado (en espagnol : Provincia de Leoncio Prado) est l'une des onze provinces de la région de Huánuco, dans le centre du Pérou. Son chef-lieu est la ville de Tingo María.

## Géographie
La province couvre une superficie de 1 880,13 km2. Elle est limitée au nord par la région de San Martín, à l'est par la région d'Ucayali, au sud par la province de Puerto Inca, la province de Pachitea et la province de Huánuco, et à l'ouest par les provinces de Marañón, de Huacaybamba, de Huamalíes et de Dos de Mayo.

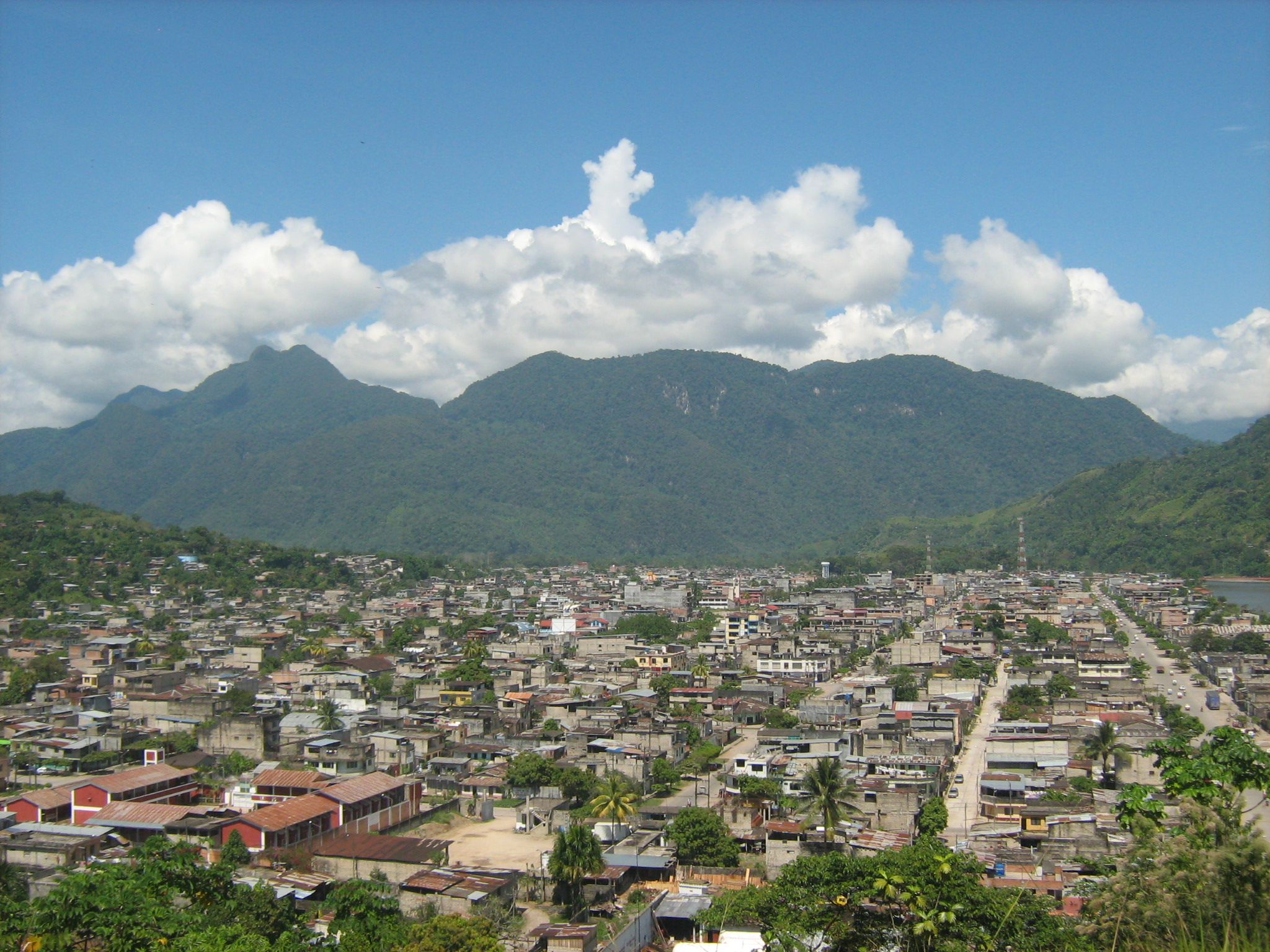
La ville de Tingo María avec les montagnes nommées "La Belle au bois dormant" en arrière-plan

## Population
La population de la province s'élevait à 110 858 habitants en 2005.

## Subdivisions
La province est divisée en sept districts :
- Daniel Alomía Robles
- Hermilio Valdizán
- José Crespo y Castillo
- Luyando
- Mariano Dámaso Beraún
- Rupa-Rupa